# The Fifth Chapter
The Fifth Chapter (også skrevet T5C) er Scooters syttende studiealbum, udgivet i 2014 af Sheffield Tunes i Tyskland.

## Spor
Alle numre er produceret af Scooter, undtagen "Today" og "Radiate" produceret af Scooter og Vassy.
1. T5C
2. Who's That Rave?
3. Today (Scooter & Vassy)
4. We Got the Sound
5. Radiate
6. 999 (Call the Police)
7. King of the Land
8. Bigroom Blitz (featuring Wiz Khalifa)
9. Chopstick (Mado Kara Mieru)
10. Home Again
11. F**k Forever
12. Jaguare
13. T.O.O
14. Listen
15. Can't Stop The Hardcore
16. Fallin'
17. In Need

### Deluxe Edition Bonus Disc
1. How Much Is the Fish? (Tony Junior Remix)
2. Maria (I Like It Loud) [R.I.O. Remix]
3. Move Your Ass! (Stefan Dabruck Remix)
4. Army of Hardcore (BMG Remix)
5. Friends (NRG Remix)
6. Jigga Jigga! (Dave202 Remix)
7. I'm Lonely (Kindervater Remix)
8. Posse (I Need You on the Floor) (Amfree Remix)
9. Fire (Laserkraft 3D Remix)
10. Shake That! (Barany Attila and DJ Dominque Remix)

### iTunesbonusnumre
1. Vallée De Larmes (Lissat & Voltaxx Remix)
2. Jigga Jigga! (Dave202 Arena Remix)

## Hitlisteplaceringer
| Titel               | Chart-Positioner | Chart-Positioner | Chart-Positioner | Chart-Positioner | Chart-Positioner |
| Titel               | Tyskland         | Ungarn           | Østrig           | Schweiz          | Tjekkisk         |
| ------------------- | ---------------- | ---------------- | ---------------- | ---------------- | ---------------- |
| "The Fifth Chapter" | 8                | 30               | 28               | 23               | 21               |